# Río Bayamo
El río Bayamo es un curso de agua de la isla de Cuba, afluente del Cauto por la izquierda. Tiene 89 kilómetros de recorrido y da nombre a la ciudad de Bayamo.
El vertido indiscriminado de residuos y aguas sucias, entre otras causas, ha causado un alto nivel de degradación que ha sido documentado oficialmente, disponiéndose las medidas para su rehabilitación.